# 445-ös busz
A 445-ös jelzésű autóbusz Tura helyi járata. A járatot a MÁV Személyszállítási Zrt. üzemelteti.

## Megállóhelyei
| 0                                                     | Tura, vasútállomás végállomás                   | 17 | 400, 402, 404, 405, 408 S80 G80 InterRégió    |
| 2                                                     | Tura, Éva utca                                  | 15 | 400, 402, 404, 405, 408                       |
| 3                                                     | Tura, vasútállomás elágazás                     | 14 | 400, 402, 404, 405, 408                       |
| 4                                                     | Tura, hatvani útelágazás                        | 13 | 400, 402, 404, 405, 406, 407, 408, 409        |
| 6                                                     | Tura, Gábor Áron utca                           | 11 | 400, 402, 404, 405, 406, 407, 408, 409        |
| 8                                                     | Tura, Arany János utca                          | 9  | 400, 402, 404, 405, 408, 409                  |
| 10                                                    | Tura, Zsámboki utca autóbusz-forduló végállomás | 7  | 400, 402, 404, 405, 408, 409                  |
| A szürke hátterű megállókat csak néhány járat érinti. |                                                 |    |                                               |
| 14                                                    | Zsámbok, Ipoly utca                             | 3  |                                               |
| 16                                                    | Zsámbok, Szent István utca                      | 1  |                                               |
| 17                                                    | Zsámbok, általános iskola végállomás            | 0  | 440, 441, 442, 444, 490, 492 1076, 1077, 1078 |